# (5744) Yorimasa
(5744) Yorimasa es un asteroide perteneciente al cinturón de asteroides descubierto el 14 de diciembre de 1990 por Akira Natori y el también astrónomo Takeshi Urata desde la Estación Yakiimo, Shimizu-ku, Japón.

## Designación y nombre
Designado provisionalmente como 1990 XP. Fue nombrado Yorimasa en homenaje a Minamoto no Yorimasa, comandante militar japonés y conocido poeta de finales de la era Heian. Aconsejó al Príncipe Mochihitoou que luchara contra Heike. Sin embargo, la noticia del plan se filtró, y Yorimasa se quitó la vida.

## Características orbitales
Yorimasa está situado a una distancia media del Sol de 2,221 ua, pudiendo alejarse hasta 2,530 ua y acercarse hasta 1,912 ua. Su excentricidad es 0,139 y la inclinación orbital 4,839 grados. Emplea 1209,52 días en completar una órbita alrededor del Sol.

## Características físicas
La magnitud absoluta de Yorimasa es 13,7. Tiene 3,982 km de diámetro y su albedo se estima en 0,444. 